# Bree Newsome
 (juin 2021).
La mise en forme du texte ne suit pas les recommandations de Wikipédia : il faut le « wikifier ».
Les points d'amélioration suivants sont les cas les plus fréquents. Le détail des points à revoir est peut-être précisé sur la page de discussion.
- Les titres sont pré-formatés par le logiciel. Ils ne sont ni en capitales, ni en gras.
- Le texte ne doit pas être écrit en capitales (les noms de famille non plus), ni en gras, ni en italique, ni en « petit »…
- Le gras n'est utilisé que pour surligner le titre de l'article dans l'introduction, une seule fois.
- L'italique est rarement utilisé : mots en langue étrangère, titres d'œuvres, noms de bateaux, etc.
- Les citations ne sont pas en italique mais en corps de texte normal. Elles sont entourées par des guillemets français : « et ».
- Les listes à puces sont à éviter, des paragraphes rédigés étant largement préférés. Les tableaux sont à réserver à la présentation de données structurées (résultats, etc.).
- Les appels de note de bas de page (petits chiffres en exposant, introduits par l'outil «  Source ») sont à placer entre la fin de phrase et le point final[comme ça].
- Les liens internes (vers d'autres articles de Wikipédia) sont à choisir avec parcimonie. Créez des liens vers des articles approfondissant le sujet. Les termes génériques sans rapport avec le sujet sont à éviter, ainsi que les répétitions de liens vers un même terme.
- Les liens externes sont à placer uniquement dans une section « Liens externes », à la fin de l'article. Ces liens sont à choisir avec parcimonie suivant les règles définies. Si un lien sert de source à l'article, son insertion dans le texte est à faire par les notes de bas de page.
- La présentation des références doit suivre les conventions bibliographiques. Il est recommandé d'utiliser les modèles {{Ouvrage}}, {{Chapitre}}, {{Article}}, {{Lien web}} et/ou {{Bibliographie}}. Le mode d'édition visuel peut mettre en forme automatiquement les références.
- Insérer une infobox (cadre d'informations à droite) n'est pas obligatoire pour parachever la mise en page.

Pour une aide détaillée, merci de consulter Aide:Wikification.
Si vous pensez que ces points ont été résolus, vous pouvez retirer ce bandeau et améliorer la mise en forme d'un autre article.
Bree Newsome, née le 13 mai 1985 à Durham, en Caroline du Nord, est une réalisatrice, musicienne, conférencière et militante américaine pour les droits civiques.
Elle est connue pour son action de désobéissance civile du 27 juin 2015. À cette occasion, elle a été arrêtée pour avoir enlevé le drapeau confédéré sur le terrain du Capitole de l'État de Caroline du Sud. À la suite de cette action non violente, la gouverneuse de l’État de Caroline du Sud, Nikki Haley, a promulgué la loi pour le retrait de ce drapeau, symbole de l'État esclavagiste.

## Biographie

### Enfance
Son père est un professeur reconnu pour ses recherches sur l'histoire religieuse afro-américaine et son impact sur la justice sociale. Sa mère, dans son métier d’éducatrice, veillait à combattre les écarts de réussite dus aux inégalités sociales.
Très jeune, Bree Newsome s'intéresse à l'art. Dès l'âge de sept ans, elle apprend le piano et compose son premier morceau de musique.

### Formation
À l'âge de 18 ans, elle gagne le prix de l'Académie nationale des arts et des sciences de la télévision, d'un montant de 40 000 dollars, pour la réalisation d'un court métrage.
Elle a fréquenté l’école secondaire Oakland Will à Columbia. En 2003, elle a été nommée l’une des 20 filles les plus cool d’Amérique par le magazine YM.
Elle bénéficie d'une bourse pour étudier le cinéma à la Tisch School of the art, de l'université de New York. Son court métrage de fin d'études, Wake, a été récompensé par de nombreux prix et a été finaliste au prix Wasserman.

## Activiste militante pour les droits
Elle s'engage très tôt pour la défense des droits civiques et de la justice envers les minorités, et les personnes de couleur. En 2011, elle défile avec le mouvement Occupy Wall Street.
Le 25 juin 2015, elle escalade le mât de 9 mètres qui porte le drapeau confédéré, sur l'esplanade du Capitole de l’État de Caroline du sud. Alors qu'un policier lui demande de descendre, elle n'obéit qu'après avoir décroché le drapeau. Elle est arrêtée aussitôt, ainsi qu'un homme qui l'aidait.
Ils sont accusés de dégradation de bien public et emprisonnés, risquant jusqu'à trois ans de prison. Elle sera relâchée peu après.
Elle envoie à la Blue Nation Revue un discours qui explique son geste et le contextualise dans une perspective de lutte contre les injustices et inégalités de traitement infligées aux personnes de couleur. Elle développe notamment la longue liste des mobilisations pour les droits civiques où elle s'engage, évoquant entre autres la récente fusillade dans l'église de Charleston, accuse « la suprématie blanche » d'avoir dominé la politique américaine et d'avoir causé l'existence de « lois racistes et de pratiques culturelles » visant à assujettir les minorités ethniques, et désigne le drapeau confédéré d'avoir longtemps été « la bannière la plus reconnaissable de cette idéologie politique ».
Après une discussion avec un groupe constitué de plusieurs personnes d'horizons différents à la fois de classes sociales, de couleurs, de sexes de genres et de religions, il est décidé que ce drapeau symbole de l'oppression des Blancs sur les Noirs, rappelant la période où ces derniers étaient réduits en esclavage, doit être retiré. Il est rappelé que ce drapeau avait été rétabli et dressé en 1962 lors des manifestations pour les droits civiques.

« Nous en avons discuté et avons décidé de retirer le drapeau immédiatement, à la fois comme un acte de désobéissance civile et comme une manifestation du pouvoir qu’acquiert le peuple quand nous travaillons ensemble. La réalisation de cet acte exigeait plusieurs rôles, y compris celui de la personne qui se porterait volontaire pour escalader le mât et enlever le drapeau. Il a été décidé que ce rôle devrait aller à une femme noire et qu’un homme blanc devrait être celui qui allait l’aider à franchir la clôture comme signe que notre alliance transcendait les clivages raciaux et sexuels. Nous avons pris cette décision parce que pour nous, il ne s’agit pas simplement d’un drapeau, mais bien d’abolir l’esprit de la haine et de l’oppression sous toutes ses formes. »

Une grande partie de l'opinion publique soutenait l'action non violente de Bree Newsome. La gouverneuse de l’État de Caroline du Sud, Nikki Haley promulgue la loi selon laquelle le drapeau des Confédérés ne sera plus hissé devant le Capitole,.
Bree Newsome commente l'assaut du Capitole par des partisans de Donald Trump le 6 janvier 2021. Elle explique que lors de cette attaque il a été notable que la police et les forces de l'ordre ne traitaient pas les personnes blanches de la même manière que les manifestants de Black Lives Matter. Elle déplore que la Constitution même valide, selon elle, la supériorité des Blancs sur les Noirs, et que les élus dans les gradins du Capitole condamnent l'invasion comme un évènement extérieur alors que certains d'entre eux l'avaient commanditée.